# Золотой якорь (гостиница)
Золотой якорь — гостиница в центре Вологды. Один из архитектурных символов города.

## История
Здание построено в 1868—1875 годах купцами Брызгаловыми. В течение десятков лет было самым высоким в городе. Существует легенда, будто после революции хозяин Филадельф Иванович Брызгалов выбросился из окна гостиницы, но это не так — он скончался 30 апреля (13 мая) 1908 года в возрасте 75 лет от рака. С 1900 по 1902 годы в ней жил в вологодской ссылке философ Николай Бердяев, написавший об этом в своих мемуарах "Самопознание". В гостинице останавливались в разное время Фёдор Сологуб и Иннокентий Анненский. 
В период гражданской войны (1918—1920) в этом здании размещался штаб VI Армии, из которого руководили операциями на Северном фронте. После революции в нём находилась биржа труда и редакция газеты «Красный Север». Позже здесь снова разместилась гостиница, но уже под названием «Северная». Памятник архитектуры регионального значения.
В данный момент в здании уже закрыта гостиница с прежним названием «Золотой якорь», а также находятся магазины, офисы и учреждения питания, туристско-информационный центр.

## Галерея

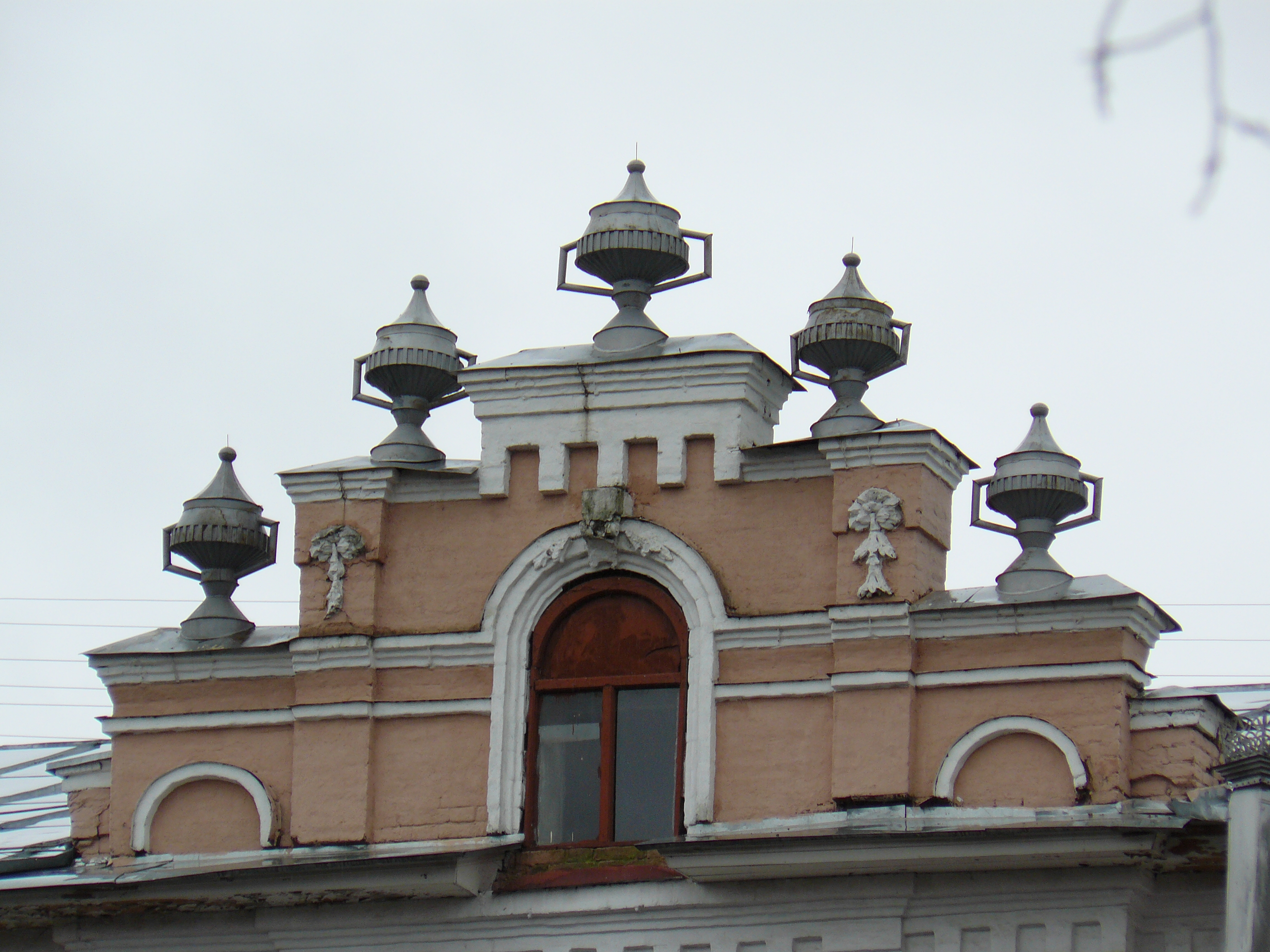
Вазы на крыше здания гостиницы
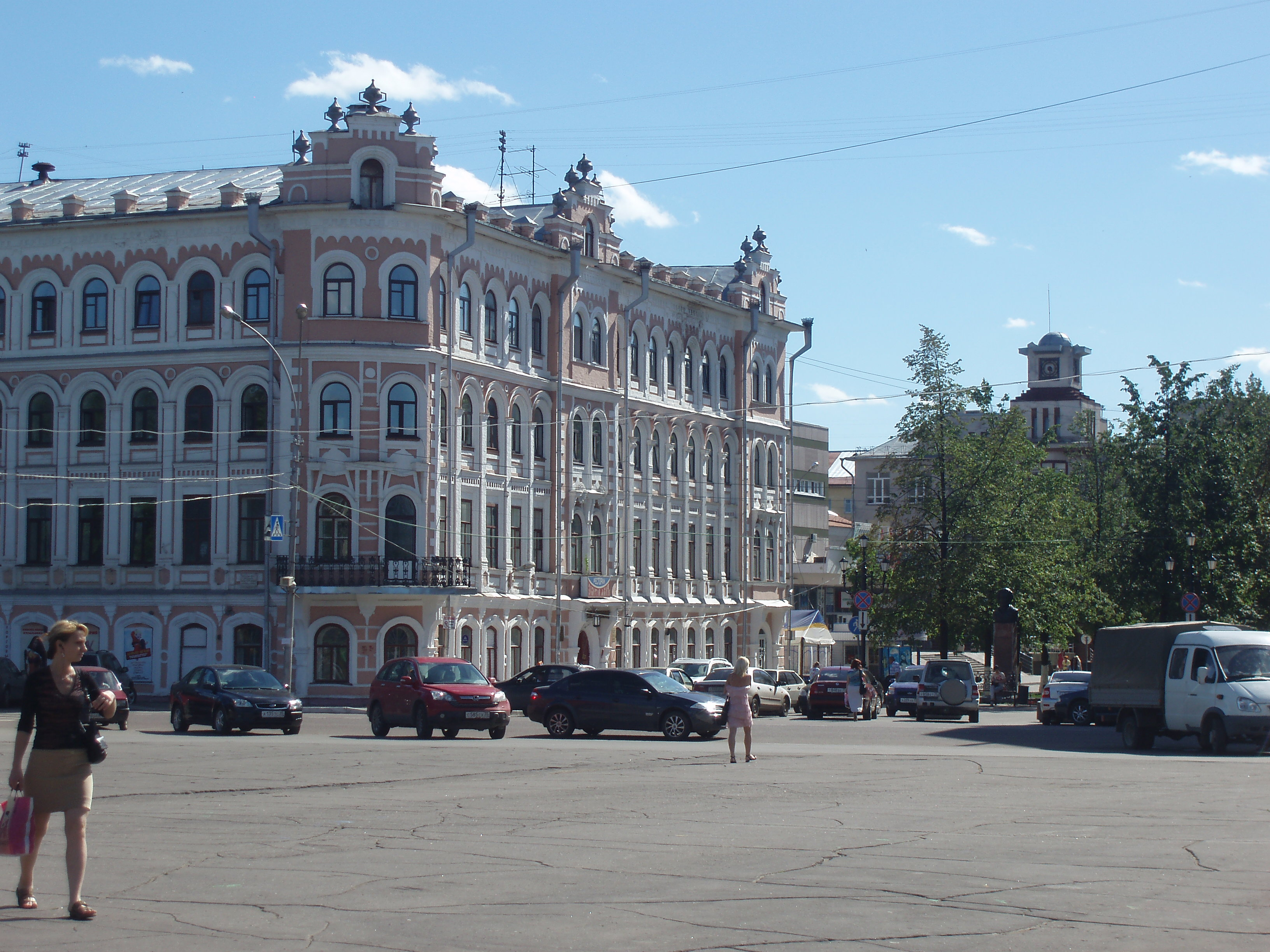
Вид на угол гостиницы
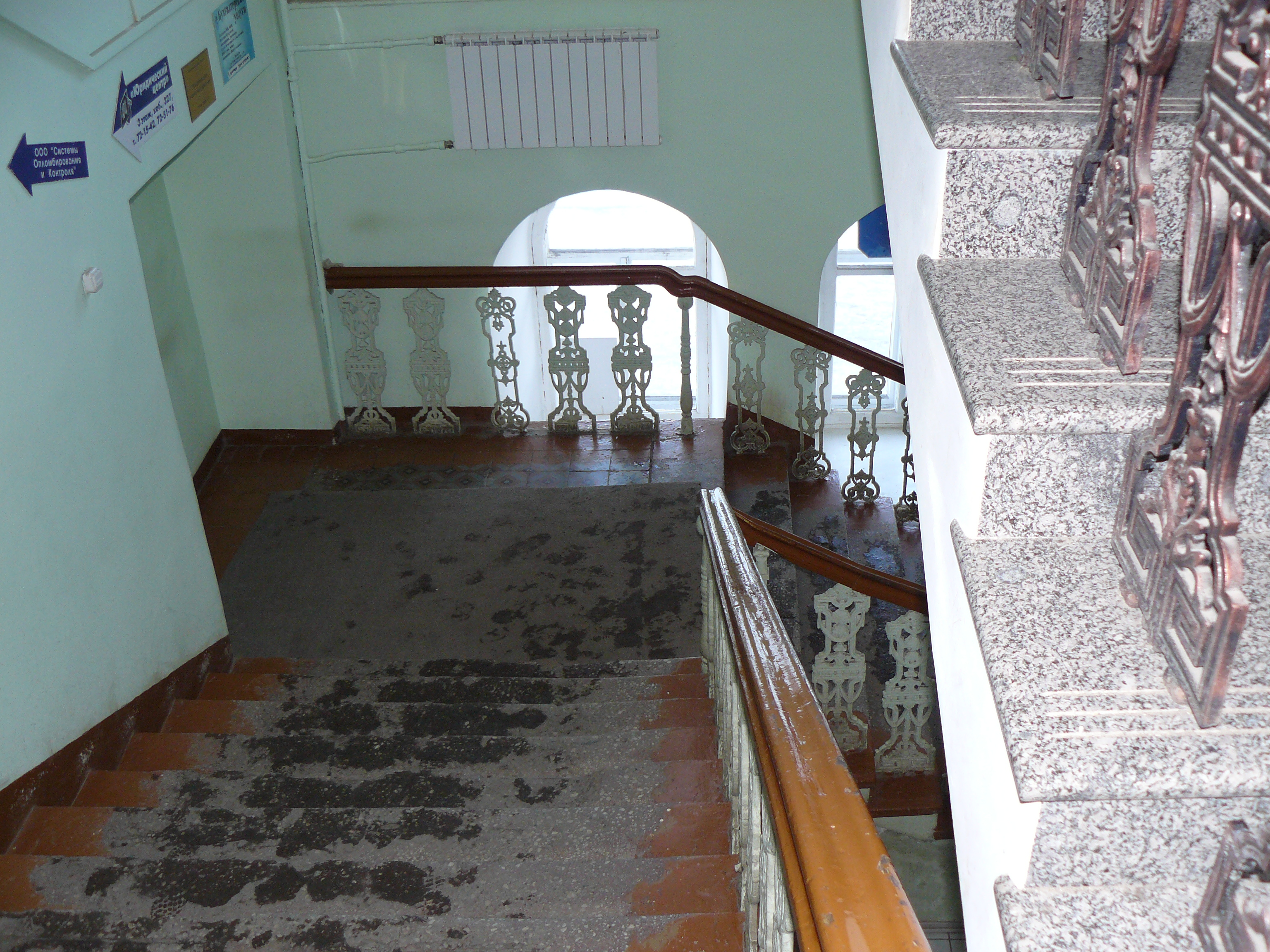
Лестница внутри гостиницы